# Batalla d'Ishibashiyama
La batalla d'Ishibashiyama (石橋山の戦い, Ishibashiyama no tatakai) va ser la primera batalla dirigida per Minamoto no Yoritomo, el qual es convertiria en shogun una dècada més tard. En el seu primer intent d'enfrontar-se al clan Taira, estava ajudat per guerrers del clan Miura.
Yoritomo havia estat exiliat per Taira no Kiyomori després de la rebel·lió d'Heiji. El lideratge del clan Minamoto havia estat restablert per Minamoto no Yoritomo al setembre, que havent arribat a la seva edat adulta, va escapar de l'exili i va poder reorganitzar la revolta amb el suport del clan Miura, tractant de venjar als Taira en la mort del seu pare i germans grans, morts fa vint anys i pels successos en Uji i Nara, així Yoritomo va llançar una nova declaració de guerra contra els Taira. Quan Kiyomori es va assabentar que Yoritomo havia abandonat Izu, lloc del seu exili, i que era al Pas d'Hakone, va assignar a Oba Kagechika, un samurai vassall, que executés un atac sorpresa i detingués el seu avanç. La batalla es realitzaria als afores de la base central de Yoritomo, a la localitat d'Ishibashiyama, a prop del mont Fuji, el 14 de setembre de 1180, forçant als Minamoto a retirar-se i obtenint la victòria el clan Taira a causa d'un atac sorpresa a la nit.
Aquesta va ser una de les batalles més sangrentes de la guerra Genpei.